# David Pritchard
David Brine Pritchard (19 de outubro de 1919 — 12 de dezembro de 2005) foi um escritor britânico de livros de xadrez. Seus livros venderam mais de um milhão de cópias, entretanto ele é mais conhecido pelo autoria do livro "A enciclopédia das variantes do xadrez" (The Encyclopedia of Chess Variants), onde descreve mais de 1400 variantes do xadrez.

## Livros
- Brain Games: The World's Best Games for Two (1982), ISBN 0-14-005682-3
- Puzzles for Geniuses (1984), ISBN 0-13-744632-2
- First Moves: How to Start a Chess Game (1986), ISBN 0-06-463718-2,
- Beginning Chess (1992), ISBN 0-451-17438-0
- The Encyclopedia of Chess Variants (1994), ISBN 0-9524142-0-1
- Card Games (1995), ISBN 0-7136-3816-8
- The Right Way to Play Chess (2000), ISBN 1-58574-046-2
- Popular Chess Variants (2000), ISBN 0-7134-8578-7
- The Classified Encyclopedia of Chess Variants (2007), ISBN 0-95551-680-3